# Antoni Łyko
Antoni Łyko (Cracovia, Austria-Hungría, 27 de mayo de 1907 - Auschwitz, Gobierno General, 3 de junio de 1941) fue un futbolista internacional polaco que jugaba en la posición de delantero.

## Biografía
Antoni Andrzej Łyko nació en la ciudad de Cracovia, por aquel entonces una dependencia del Imperio austrohúngaro, el 27 de mayo de 1907. Criado en el seno de una familia polaca, jugó como profesional en dos clubes amateurs de fútbol cracovianos: primero en el 	Prądniczanka y posteriormente en el Rakowiczanka, donde permaneció hasta 1929. A principios de la década de 1930 fichó por uno de los equipos más importantes de Polonia, el Wisła Cracovia, en el que estuvo hasta 1939, cuando estalló la Segunda Guerra Mundial. Marcó un total de 30 goles en 108 partidos.
Fue internacional con la selección de fútbol de Polonia, siendo uno de los convocados para la Copa Mundial de Fútbol de 1938 celebrada en Francia, pero no llegó a ir a Estrasburgo para enfrentarse a Brasil en los octavos de final. De hecho solo jugó dos partidos internacional, ambos contra Letonia.
Tras el comienzo de la guerra, Łyko se unió a la Związek Walki Zbrojnej (Unión de Lucha Armada), antecesora del Armia Krajowa, principal movimiento de la resistencia polaca. El futbolista fue detenido por la Gestapo en las calles de Cracovia y encarcelado en Auschwitz, donde fue fusilado en junio de 1941 a la edad de 34 años.